# Дуга Скоша

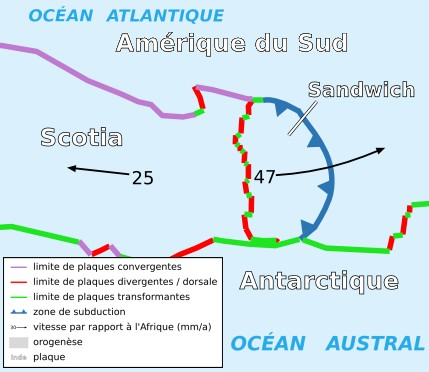
Розташування Сандвічевої плити. Синім і фіолетовим приблизно позначено розташування дуги Скоша

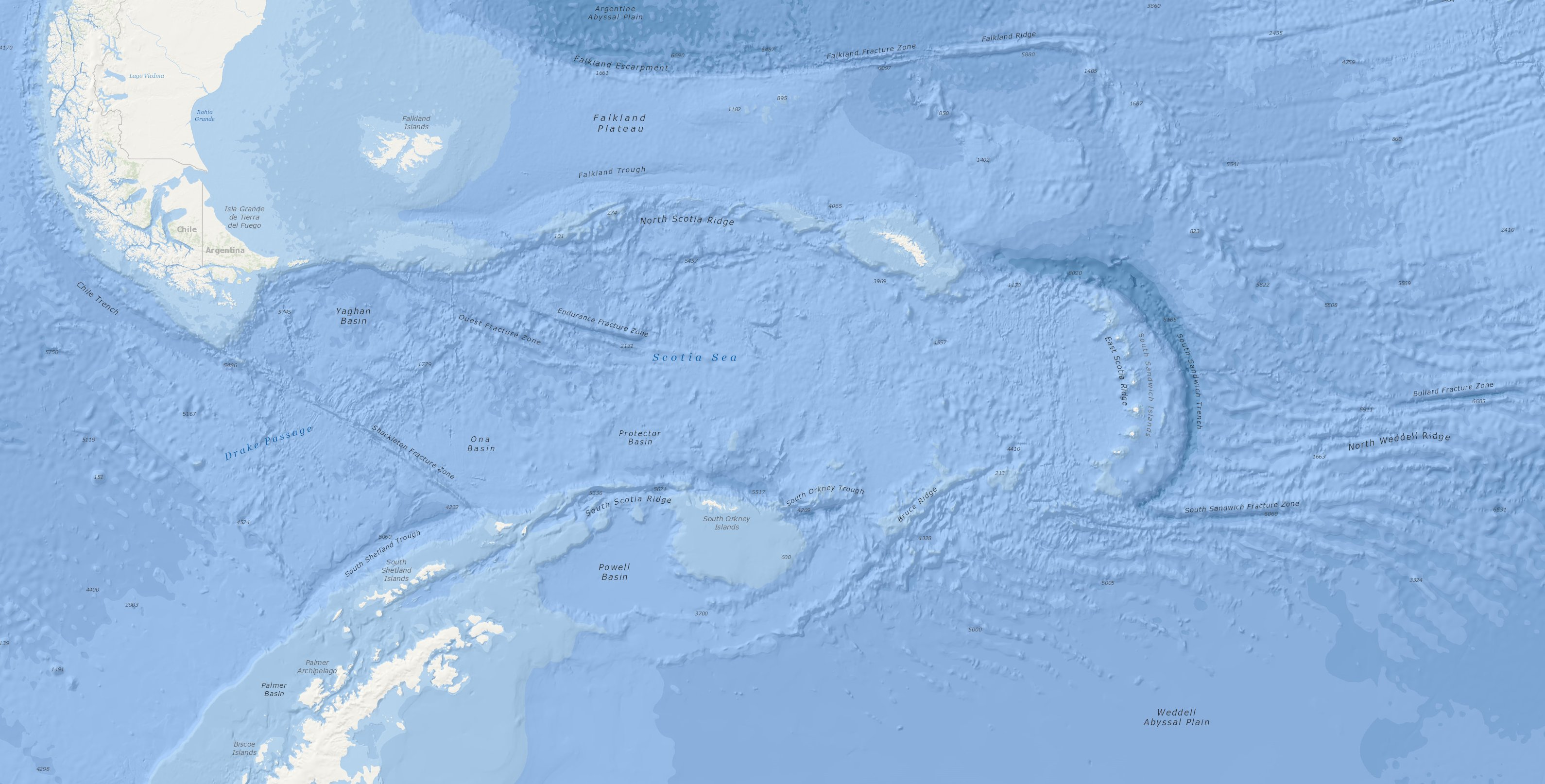
Батиметрія дуги Скоша

Дуга Скотія, Дуга Скоша — система острівних дуг, що утворює північну, східну і південну межу моря Скоша. 
Північна межа, хребет Північна Скоша, містить (із заходу на схід) острів Естадос біля узбережжя Вогняної Землі, банки Бердвуд, Дейвіс і Аврора-Бенкс; Шаг, острів Південна Джорджія та скелі Клерк. 
Східна межа містить вулканічні Південні Сандвічеві острови, оточені Південносандвічевим жолобом. 
Південна межа, хребет Південна Скоша, (зі сходу на захід) містить банки Гердман, Діскавері, Брюс , Пірі та Джейн; Південні Оркнейські острови та острів Елефант. 
Зрештою, протока Бренсфілд відокремлює дугу від Південних Шетландських островів і острів Джеймса Росса, що примикає до краю Антарктичного півострова. 

Дуга Скоша оточує невеликі плиту Скоша та Сандвічева плиту. 

Дуга утворена континентальними фрагментами, що утворювали сухопутний міст між Південною Америкою та Антарктидою, колись частиною краю субдукції, що утворює Анди. 
Дуга, що утворила окрему систему субдукції, зруйнувала цей сухопутний міст і почала формувати море Скоша шляхом розширення зворотної дуги на схід, спричинене субдукцією Південноамериканської плити (також розташованої на схід від дуги Скоша). 

Сьогодні дуга Скоша утворює розривний зв'язок між Південною Америкою та Антарктидою, її вважають продовженням Анд, а антарктичну частину гірського хребта називають Антарктичні Анди. 
Це також важливий бар'єр між Тихим і Атлантичним океанами, а отже, для Антарктичної циркумполярної течії. 

## Геологія
Утворення дуги Скоша відбулось через прискорення руху Південної Америки на захід у середині крейдяного періоду (120 — 83 млн років тому), що призвело до підняття Фуеганських Анд і прилеглого на той час зародкового хребта Північна Скоша. 
Підняття хребта поклало початок руху на схід мікроконтиненту Південна Джорджія від Вогняної Землі до його нинішнього розташування. 
У пізній крейді Південна Америка почала просуватися на захід відносно Антарктиди. 

Мало що змінилося в регіоні між пізньою крейдою та олігоценом (90-30 млн. років), за винятком субдукції плити Фенікс на тихоокеанській околиці сухопутного мосту, який все ще з’єднував Південну Америку та Антарктиду — те, що в майбутньому стало протокою Дрейка. 

Між пізнім палеоценом та раннім еоценом (55 млн. років) у Фуеганських Андах утворився рифтовий басейн, що призвело до розширення земної кори: перша ознака поділу між двома континентами та формування моря Південна Скоша та хребта Південна Скоша. Спрединг в морі Західна Скоша призвело до подальшого подовження хребта Північна Скоша та просуванню Південної Джорджії далі на схід. 
Спрединг у морі Західна Скоша зрештою призвів до рифтінгу мікроконтиненту Південнооркнейський від краю Антарктичного півострова. 
Ця подія поклала початок хребта Південна Скоша. 

Береги хребта Південна Скоша складаються з континентальної кори, яка відкололася від сухопутного мосту 40-30 млн років тому. 
З іншого боку, північні береги моря Центральна Скоша є вулканічними породами, що перекривають частини океанічного фундаменту, який є центром спредингу між Південною Америкою та Антарктидою. 

Спрединг морського дна в морі Західна Скоша тривав до 6,6-5,9 млн. років. 
Найдавніша вулканічна активність у центральній і східній частині моря Скоша, тобто перші ознаки вулканічної дуги, датована 28,5 млн років тому. Передня дуга Південних Сандвічевих островів виникла в морі Центральна Скоша та була переміщена на схід центром спредингу зворотної дуги в морі Східна Скоша, тобто хребтом Східна Скоша. 
Рух Південної Джорджії на схід закінчилася приблизно 9 млн років тому, коли мікроконтинент зіткнувся з великою магматичною провінцією височини Північно-Східної Джорджії на Південноамериканській плиті на північний схід від Південної Джорджії.
Занурений еквівалент нинішньої Південносандвічевої дуги був переміщений на захід тим самим центром спредингу. 
Після та, ймовірно, через зіткнення центр спредингу моря Східна Скоша розколов давню Південносандвічеву дугу, залишивши дугу під морем Центральна Скоша. 
Зіткнення також призвело до виникнення хребта Аллардаїс на Південній Джорджії, що зробило хребет висотою 3000 м утричі вищим, ніж суміжні скелі на острові Наваріно на Вогняній Землі. 

Рушійним механізмом утворення дуги, як запропоновано Альваресом 1982, 
, 
є зворотний потік мантії з Тихого океану в Атлантику. 

## Ресурси Інтернету
- Дуга Скоша в енциклопедії Британіка [Архівовано 23 грудня 2014 у Wayback Machine.](англ.)